# Jógvan Skorheim
Jógvan Skorheim, född 16 juni 1982 i Klaksvík, är en färöisk politiker i Sjálvstýrisflokkurin.
Skorheim var ledare för Unga Sjálvstýri fram till 2011. Han valdes in i kommunstyrelsen och var vice borgmästare i Klaksvíkar kommuna från 1 januari 2009 till 31 januari 2012. I kommunen är han också ledare i kulturutskottet, andreförman i finansutskottet och medlem av det tekniska rådet. Skorheim är även styrelsemedlem i det interkommunala renovationssällskapet IRF och ordförande i kommunens nya kulturhus. Från november 2011 till 22 januari satt han också i Lagtinget, da Sjálvstýrisflokkurins partiledare Kári P. Højgaard var innenriksminister. Sedan 1 januari 2013 är han borgmästare i Klaksvíkar kommuna. Sedan april 2015 har han varit ordförande för Sjálvstýrisflokkurin.
Skorheim har tidigare arbetat som försäljare på Idé Møblar i Tórshavn och Vøruhúsið i Klaksvík samt som marknadschef på EL-IN i Klaksvík. Sedan 2009 är han VD i företaget Undri som är en representant för den isländska såpatillverkaren med samma namn.

## Lagtingsuppdrag
- 2011-2015 medlem i Lagtingets näringskommité